# Hermann von Bertrab (Minister)
Hermann Jakob von Bertrab (* 15. Juli 1818 in Göttingen; † 2. Dezember 1887 in Rudolstadt) war Staatsminister in Schwarzburg-Rudolstadt.

## Leben
Hermann von Bertrab, der katholischer Konfession war, war der Sohn des Göttinger Bürgermeisters Karl von Bertrab (1792–1833). Er studierte Rechtswissenschaften und war seit dem 2. September 1841 im preußischen Justizdienst tätig. Zunächst war er Auskulator beim Kammergericht in Berlin, wo er am 18. November 1843 Kemmergerichtsreferendar, am 7. Juni 1846 Kammergerichtsassessor und am 23. November 1847 Gehilfe des Staatsanwalts am Kammergericht wurde. Am 24. Juni 1848 wurde er Assessor am Oberlandesgericht Ratibor und am 31. März 1849 Staatsanwalt am Kreisgericht Prenzlau.
Am 1. Juli 1850 verließ er den preußischen Staatsdienst und wurde Oberstaatsanwalt am gemeinschaftlichen Appellationsgericht Eisenach.
Am 19. Dezember 1851 wurde er als Minister nach Schwarzburg-Rudolstadt berufen. Seine Frau, eine geborene von Gleichen-Rußwurm, hatte verwandtschaftliche Beziehungen nach Rudolstadt. Er blieb bis zu seinem Tode Regierungschef in Rudolstadt und prägte die Politik des Kleinstaates.
Vom 19. Dezember 1851 bis 1. April 1868 war er Mitglied des Gesamtministeriums (1851–1858) bzw. des Ministeriums zu Rudolstadt (1858–1868) und dort Vorstand der Ministerialabteilung 1 (Äußeres und Fürstliches Haus). Vom 1. April 1868 bis 3. Dezember 1887 war er Staatsminister im Fürstentum Schwarzburg-Rudolstadt. Als solcher half der gläubige Katholik Bertrab der Emanzipation des katholischen Glaubensbekenntnisses in Schwarzburg-Rudolstadt, als er in mühevollen Verhandlungen erreichte, dass sich das Bistum Paderborn mit Wirkung vom 27. Juni 1869 die Jurisdiktion über die Katholiken im Fürstentum übertragen ließ.
Am 19. Dezember 1851 hatte er den Titel eines Geheimrats verliehen bekommen, am 30. März 1854 das Prädikat Excellenz. Er war Ehrenbürger von Rudolstadt.

## Familie
Er heiratete am 22. März 1853 in Erfurt Maria Freiin von Ketelhodt (1825–1854). In zweiter Ehe hatte sich Bertrab am 17. April 1856 in Rudolstadt mit Luise von Gleichen-Rußwurm (1837–1916) verheiratet. Aus den Ehen gingen neun Kinder hervor, darunter der Offizier und Maler Carl von Bertrab.